# Muljokjåkka
De Muljokjåkka is een beek die stroomt binnen de Zweedse  gemeente Kiruna. De beek ontstaat door het samenstromen van een aantal bergbeken, waaronder de Siimarivier en de Heukakårsa. De Muljokjåkka stroomt oostwaarts en is de langste zijrivier van de Pulsurivier. Ze is 33,9 kilometer lang.
Afwatering: Muljokjåkka → Pulsurivier → Lainiorivier → Torne → Botnische Golf